# کوکوروزی
کوکوروزی (به انگلیسی: CocoRosie) گروه موسیقی دو خواهر آمریکایی به اسم‌های بیانکا (کوکو) و سیِرا (رُزی) کسِدی است که سال ۲۰۰۳ کارشان را در پاریس شروع کردند.
در سال ۱۹۹۸ سیرا که ۱۸ ساله بود به نیویورک رفت. دو سال بعد به پاریس آمد و در کنسرواتوار پاریس مشغول درس خواندن شد تا خواننده اپرا شود. در این دوره سیرا ارتباطش را با خواهرش بیانکا که در نیویورک زندگی می‌کرد از دست داد. بیانکا زبان‌شناسی و جامعه‌شناسی می‌خواند و به هنرهای تجسمی و نوشتن علاقه داشت. سال ۲۰۰۳ که بعد از مدت‌ها همدیگر را در پاریس دیدند در حمام آپارتمان سیرا آهنگ‌هایی را ضبط کردند تا به دوست‌های نزدیک‌شان بدهند و اولین آلبوم‌شان به وجود آمد.
کوکورُزی مثل گریزلی بیر، انیمال کالکتیو و چند گروه دیگر از اسم‌های مطرح فریک فولک هستند. در موسیقی آن‌ها گوشه‌هایی از پاپ، بلوز، اپرا، موسیقی الکترونیک، هیپ‌هاپ، سروصداهای مختلف (مثلاً صدایی که یک اسباب بازی عروسکی تولید می‌کند) و جمله‌هایی از زبان‌های مختلف از جمله فارسی شنیده می‌شود.